# Sya Dembélé
Sya Dembélé, mais conhecida como Syssy (1 de setembro de 2007), é uma breakdancer francesa.

## Início de vida e educação
Ela é filha de artistas profissionais do grupo de dança africana Doni Doni. Seu pai era um griot em Burkina Faso, enquanto sua mãe era coreógrafa.
Sua família sempre foi apaixonada por dança, e ela começou a dançar aos oito anos. Seu irmão Damani também pratica breaking, e ela o admirava e imitava. Seu irmão mais velho, Soso, também tem um alto perfil no mundo do breakdance.

## Carreira
Dembélé, sob seu nome artístico Syssy, dança internacionalmente desde os nove anos de idade, evoluindo no grupo Melting Force. O time foi fundado em 1999 e é composto por cerca de 15 integrantes com idades entre 10 e 40 anos.
Dembélé participou de sua primeira competição internacional reconhecida pela World DanceSport Federation no início de 2022 (sendo muito jovem para participar antes), terminando em 27º (e 3º francês) no Campeonato Europeu de Breakdance de 2022. Em novembro de 2022, ela participou do Red Bull BC One na cidade de Nova York, a competição internacional de maior prestígio fora do circuito federal.
Em dezembro de 2022, ela representou a França na Batalha do Ano em Okinawa, uma competição internacional líder no mundo do breakdance. Em 7 de maio de 2023, aos 16 anos, Dembélé conquistou a medalha de bronze no Campeonato Europeu de Breakdance de 2023 em Almería, qualificando-a para os Jogos Europeus de 2023, mas não conseguiu subir ao pódio. Em setembro, conseguiu bronze no Campeonato Mundial de Leuven.
Em junho de 2024, Dembélé terminou em quarto lugar na Série de Qualificação Olímpica em Budapeste, garantindo sua passagem para os Jogos Olímpicos de Verão de 2024.